# Gare de Nagycenk
La gare de Nagycenk (en hongrois : Nagycenk vasútállomás) est une halte ferroviaire hongroise, située à Nagycenk.